# La Guerre (film)
Pour les articles homonymes, voir La Guerre.
Pour plus de détails, voir Fiche technique et Distribution.
La Guerre (en serbo-croate : Rat), est un film dramatique de science-fiction yougoslave réalisé par Veljko Bulajić sorti en 1960.
Le film a remporté trois Arènes d'or en 1960 au Festival du film de Pula, ceux du meilleur réalisateur pour Veljko Bulajić, du meilleur acteur pour Antun Vrdoljak et de la meilleure scénographie pour Duško Jeričević. Il a été présenté en sélection officielle en compétition au festival de Venise 1960.

## Synopsis
John Johnson se marie, mais ce jour mémorable l'est aussi pour d'autres raisons: la guerre éclate, l'église est bombardée et John est pris et condamné à mort pour sédition.

## Fiche technique
- Titre : La Guerre
- Titre original : Rat
- Titre en autres langues :
  - (en) Atomic War Bride
- Réalisation : Veljko Bulajić
- Scénario : Cesare Zavattini
- Photographie : Krešo Grčević
- Chef décorateur : Duško Jeričević
- Montage : Blaženka Jenčik
- Musique : Vladimir Kraus Rajteric
- Directeur de production : Vladimir Dzamonja
- Société de production : Jadran Film
- Couleurs : Noir et blanc
- Langue : serbo-croate
- Durée : 84 minutes
- Date de sortie : 
  - Yougoslavie : 23 juillet 1960

## Distribution
- Antun Vrdoljak : John Johnson
- Zlatko Madunić (en)
- Ljubiša Jovanović
- Tamara Djordjevic : mère
- Janez Vrhovec (sr) : Kapetan
- Marija Kohn
- Ewa Krzyzewski : Maria
- Bata Živojinović : officier